# Richard Luce (baron Luce)
Richard Napier Luce, (né le 14 octobre 1936), baron Luce, est un courtisan britannique, ayant servi comme Lord Chambellan de la reine Élisabeth II, comme député du Parti conservateur à la Chambre des communes, ainsi que comme ministre de la Couronne. Il est nommé, en 2000, baron à vie à la Chambre des lords. Il se retire en 2020.

## Biographie
Scolarisé au Wellington College, avant de poursuivre ses études au Christ's College à Cambridge, il accomplit son service national en Chypre de 1955 à 1957. 
Luce rejoint alors le service civil d'outre-mer, d'abord en tant qu'officier en Kenya, 1960–62. Il travaille pour Gallaher Ltd en tant que directeur de marque (1963–65), avant de devenir directeur de vente pour Spirella Company de la Grande-Bretagne. En 1968–71 il est directeur du centre national d'innovation.
De 1972 à 1979 il devient président de IFA Consultants Ltd, il est également membre du directoire de Selenex Ltd (1973–1979), et de Courtenay Stewart International (1975–79).

### Politique
Richard Luce est élu député conservateur à la Chambre des communes en 1971. Il se retire en 1992. Il est secrétaire parlementaire privé auprès du ministre du Commerce et des Affaires concernant les consommateurs en 1972. En 1974, quand le gouvernement perd les élections, il rejoint l'Opposition.
Quand le Parti conservateur revient au pouvoir en 1979, il devient sous-secrétaire d'État parlementaire aux Affaires étrangères (Parliamentary Under-Secretary of State) au FCO. En 1981 il est promu ministre d'État dans le même département. En 1982, il suit son secrétaire d'État, le lord Carrington, dans la démission à cause de l'invasion argentine des Malouines. Cependant il revient  en 1983, encore en tant que ministre d'État au Foreign Office et du Commonwealth. En 1985, il est déplacé au Privy Council Office comme ministre des Arts, qui est son dernier poste ministériel. Il démissionne en 1990.

### Fonctionnaire
Membre du Privy Council of the United Kingdom depuis 1986, il quitte le Parlement en 1992, ayant être adoubé en 1991. Richard Luce est vice-chancelier de l'université de Buckingham entre 1992 et 1996. En 1997, il est nommé gouverneur de Gibraltar, quittant son poste en 2000 quand il est créé pair à vie, chevalier grand-croix de l'ordre royal de Victoria et devenu Lord Chamberlain auprès de la reine, haut fonctionnaire de la Maison royale britannique. Il est nommé chevalier du Jarretière en 2008.

## Distinctions
- Chevalier de l'ordre de la Jarretière (KG) en 2008.